# Sony HB-F9
De HB-F9 is een door Sony in 1985 op de markt gebrachte MSX 2-computer. De afkorting HB staat voor Hit Bit.

## Omschrijving
De uit één stuk bestaande computerbehuizing heeft een moderne vormgeving waarin alle computerelektronica is ondergebracht met een geïntegreerd toetsenbord. Het toestsenbord bevat tevens een numeriek toetsenbord waarboven de cursortoetsen zijn geplaatst. De computer is uitgerust met twee cartridgesleuven aan de rechterbovenzijde van de computerbehuizing en twee joystickaansluitingen aan de rechterzijkant van het apparaat. Alle overige aansluitingen bevinden zich aan de achterzijde.
De kleurencombinatie van de behuizing is wit met grijze toetsen. De CAPS LOCK-toets bevat een groene led. De computer is tevens uitgerust met een geïntegreerd computerprogramma dat tijdens de systeemstart automatisch wordt gestart, tenzij een cartridge in een van de cartridgesleuven wordt geplaatst of het systeem met ingedrukte GRAPH-toets wordt opgestart. 

## Modelvarianten
Van de HB-F9 zijn de onderstaande modelvarianten geproduceerd:
- HB-F9P, met QWERTY-toetsenbordindeling en voldoet aan de PAL-televisiestandaard en bestemd voor de Europese markt met uitzondering van Spanje en de voormalige Sovjet-Unie.
- HB-F9P, met Russische toetsenbordindeling. Hier zijn maar heel weinig exemplaren van bekend en is mogelijk een prototype. Er staat dus gewoon HB-F9P op.
- HB-F9S, met een aangepaste QWERTY-toetsenbordindeling voor de Spaanse markt.

## Technische specificaties
Processor
- Sharp LH-0080 of NEC D780C (afhankelijk van modelvariant/productieserie), compatibel met een Zilog Z80A met een kloksnelheid van 3,56 MHz.

Geheugen
- ROM: 96 kB
  - MSX BASIC versie 2.0: 48 kB
  - geïntegreerde software: 48 kB

- RAM
  - VRAM: 128 kB
  - Werkgeheugen: 128 kB

Weergave
- VDP Yamaha V9938
- tekst: 80×24, 40×24 en 32×24 (karakters per regel × regels) vier kleuren, twee voorgrondkleuren en twee achtergrondkleuren
- grafisch: resolutie maximaal 512×212 beeldpunten (16 kleuren uit 512) en 256×212 (256 kleuren)
- kleuren: 256 maximaal

Controller
- MSX-controller: S-1985
- real-time klok met zelfopladende batterij

Geluid
- PSG Yamaha YM2149

- 3 geluidskanalen, waarvan één ruiskanaal
- 8 octaven

Aansluitingen
- netsnoer
- RF-uitgang
- CVBS monitor
- luminantie uitgangsconnector
- zwart-witschakelaar
- geluidsuitgang (hoofdtelefoonaansluiting)
- datarecorder (1200/2400 baud)
- 1 generieke uitbreidingpoort
- printer
- toetsenbord
- 2 joysticks
- 2 cartridgesleuven